# 焦尔哈德县

焦尔哈德县在阿薩姆邦的位置

焦尔哈德县（英語：Jorhat district，i/ˈdʒɔːrhɑːt/）是印度東北部阿薩姆邦的一個縣，面積2,852平方公里，每年平均降雨量2,029毫米，2011年人口1,091,295，人口密度每平方公里383人。行政中心焦尔哈德。
26°45′00″N 94°13′00″E / 26.75°N 94.2167°E